# ブラックモアズ・ナイト

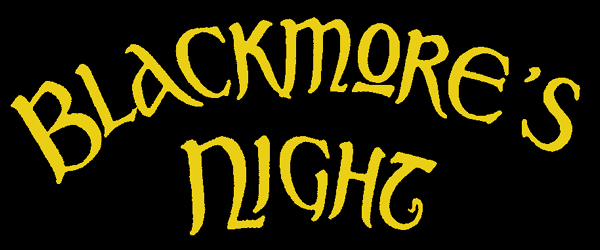
バンドのロゴ

ブラックモアズ・ナイト (Blackmore's Night) は、1997年にデビューしたフォーク・ロック・バンド。リッチー・ブラックモアとキャンディス・ナイトを中心に結成された。ブラックモアはバンドと呼んでいるが、メンバーは彼とナイトだけで他はサポート・メンバーの扱いである。
主にヨーロッパで成功を収め、各国で若干のゴールド・ディスクを授与されている。ドイツを中心にライブハウスの規模の会場を使ったコンサート・ツアーを行っている。

## 音楽性

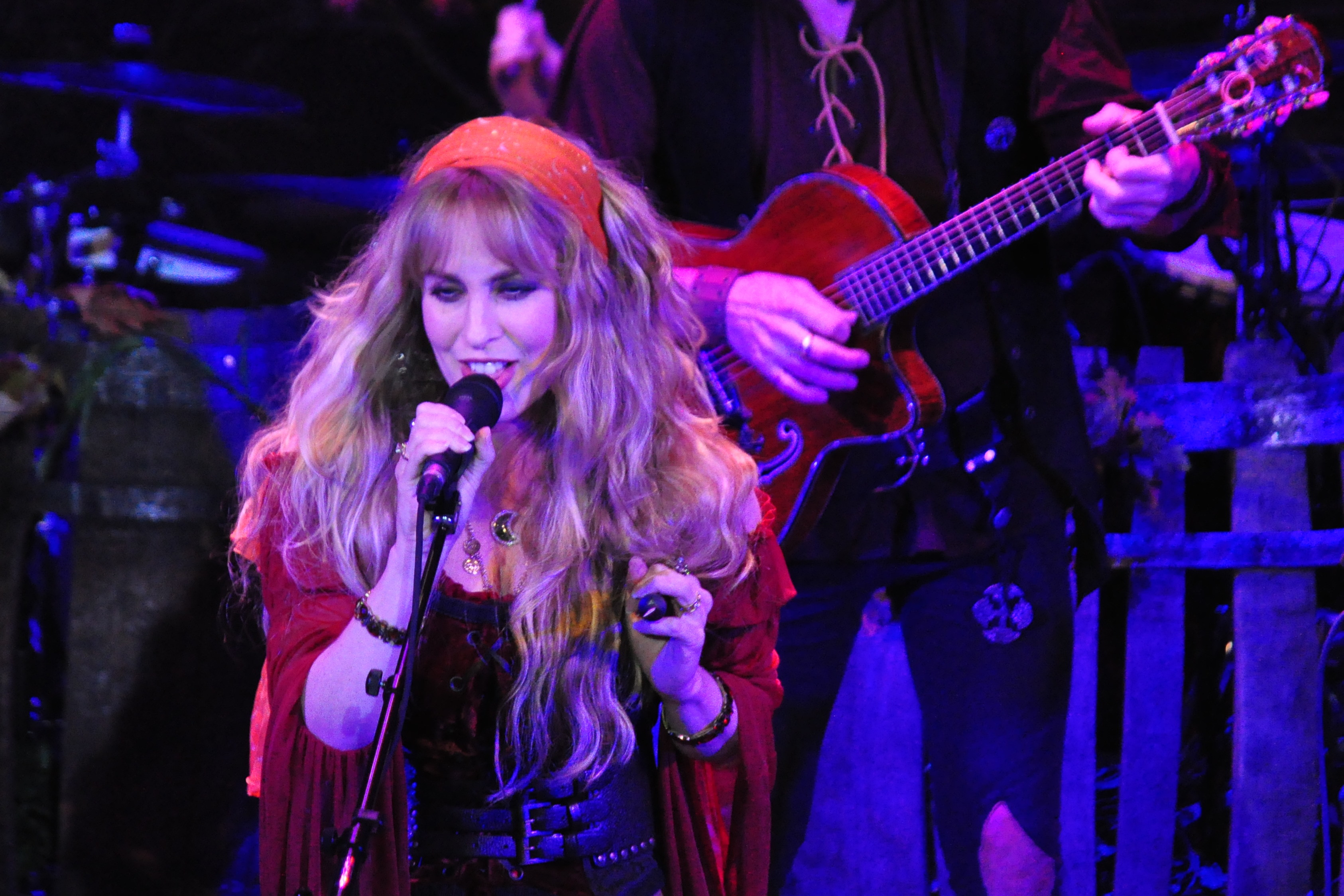
キャンディス・ナイト - N.Y.公演（2012年10月）

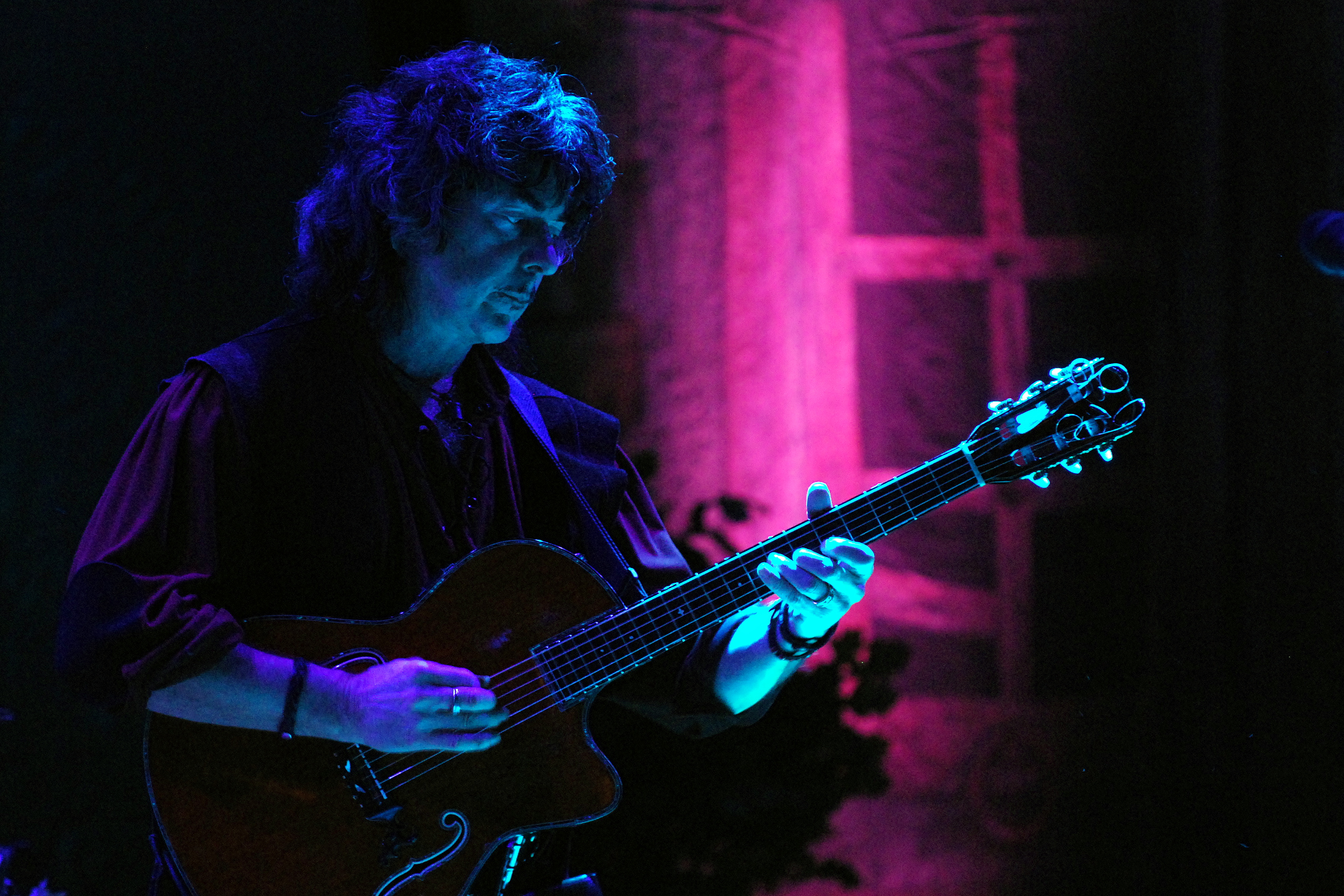
リッチー・ブラックモア - シカゴ公演（2009年10月）

ルネッサンスのフォークソングや民謡に基づいた音楽を中心に演奏しているが、イングランドやアイルランド、ドイツなどヨーロッパは勿論、トルコなどの中近東や日本に至るまで非常に幅広い音楽に影響を受けている。
オリジナル曲に加えて、ボブ・ディラン、ジョーン・オズボーン、ルネッサンス、ディープ・パープル、レインボーの楽曲も重要なレパートリーとして取り上げている。

## メンバー
- キャンディス・ナイト (Candice Night) - ボーカル、木管楽器、タンブリン、ほか (1997年- )
- リッチー・ブラックモア (Ritchie Blackmore) - ギター、撥弦楽器、ハーディ・ガーディ、ほか (1997年- )

### サポート・メンバー
- Bard David of Larchmont (David Baranowski) - キーボード (2003年– )
- Earl Grey of Chimay (Mike Clemente) - ベース、マンドリン、リズムギター (2008年– )
- Troubadour of Aberdeen (David Keith) - ドラムス、パーカッション (2012年– )
- Lady Kelly De Winter (Kelly Morris) - ホルン (2012年– )
- Scarlet Fiddler (Claire Smith) - ヴァイオリン (2012年– )

### 旧サポート・メンバー
- Scott Hazell - ハーモニー & バック・ボーカル (1997年-2001年)
- Mick Cervino - ベース (1997年-2000年)
- John O'Reilly - ドラム、パーカッション (1997年)
- Joseph James - キーボード (1997年)
- Jessie Haynes - ギター、リコーダー、バック・ボーカル (1997年-1998年)
- Sue Goehringer - バック・ボーカル (1998年-2001年)
- Adam Forgione - キーボード (1998年-2000年)
- Alex Alexander - ドラム、パーカッション (1998年-2000年)
- Rachel Birkin - ヴァイオリン (1998年)
- Marci Geller - キーボード、バック・ボーカル (1999年-2001年)
- Jim Hurley - ヴァイオリン (1999年-2000年)
- Carmine Giglio - キーボード (2000年-2002年)
- Lady Rraine (Lorraine Ferro) - ハーモニー・ボーカル (2002年-2002年、2007年)
- Mike Sorrentino - パーカッション (2000年-2001年)
- Chris Devine - ヴァイオリン、フルート、ギター (2000年-2002年)
- Sir Robert of Normandie (Robert Curiano) - ベース、ギター (2000年-2007年)
- Vita Gasparro (Lady Vita) - ギター、ボーカル (2001年-2001年)
- Squire Malcolm of Lumley (Malcolm Dick) - ドラム、パーカッション (2001年–2011年)
- Lady Madeline (Madeline Posner) - バック・ボーカル (2002年-2007年)
- Lady Nancy (Nancy Posner) - バック・ボーカル (2002年-2007年)
- Lord Marnen of Wolfhurst (Marnen Laibow-Koser) - ヴァイオリン、フルート、リコーダー (2002年-2003年)
- Tudor Rose (Tina Chancey) - ヴァイオリン、フルート (2004年–2007年)
- Baron St James - ベース (2007年-2008年)
- Gypsy Rose (Elizabeth Cary) - ヴァイオリン (2007年–2011年)

## ディスコグラフィ

### スタジオ・アルバム
- 『シャドウ・オブ・ザ・ムーン』 - Shadow of the Moon (1997年)
- 『アンダー・ア・ヴァイオレット・ムーン』 - Under a Violet Moon (1999年)
- 『ファイアーズ・アット・ミッドナイト』 - Fires at Midnight (2001年)
- 『ゴースト・オブ・ア・ローズ』 - Ghost of a Rose (2003年)
- 『ヴィレッジ・ランターン』 - Village Lanterne (2006年)
- 『ウィンター・キャロルズ』 - Winter Carols (2006年)
- Secret Voyage (2008年)
- 『オータム・スカイ』 - Autumn Sky (2010年)
- 『ダンサー・アンド・ザ・ムーン』 -　Dancer And The Moon (2013年)[注釈 5]
- 『オール・アワ・イエスタデイズ』 -　All Our Yesterdays (2015年)[1]
- 『ネイチャーズ・ライト』- Nature's Light（2021年）

### ライブ・アルバム
- 『パスト・タイムズ・ウィズ・グッド・カンパニー』 - Past Times with Good Company (2002年)
- 『ヨークの騎士』 - A Knight In York (2012年)

### コンピレーション・アルバム
- 『吟遊詩人のバラード』 - Minstrels and Ballads (2001年)
- 『オール・フォー・ワン』 - All For One (2004年)
- Beyond the Sunset: The Romantic Collection (2004年)
- 『トゥ・ザ・ムーン・アンド・バック・20イヤーズ・アンド・ビヨンド』 - To the Moon and Back: 20 Years and Beyond (2017年)

### 映像作品
- 『シャドウ・オブ・ザ・ムーン』 - Story Behind The Music (1997年)
- Shadow Of The Moon -Live in Germany- Acoustic/Electric Tour 1997-1998 (1999年)
- Under A Violet Moon Castle Tour 2000 (2002年)
- 『キャッスルズ・アンド・ドリームス』 - Castles and Dreams (2005年)
- 『パリス・ムーン』 - Paris Moon (2007年)
- 『ヨークの騎士』 - A Knight In York (2012年)[2]

## 来日公演
- Japan tour 1997（1997年）
  - 11月02日 東京 中野サンプラザ
  - 11月03日 名古屋 愛知厚生年金会館
  - 11月04日 神戸 神戸国際会館
  - 11月06日 広島 広島郵便貯金ホール
  - 11月07日 大阪 大阪フェスティバルホール
  - 11月08日 東京 東京国際フォーラム
  - 11月10日 横浜 神奈川県民ホール
  - 11月11日 仙台 仙台サンプラザ
- Japan tour 2004（2004年）
  - 10月18日 大阪 サンケイホール
  - 10月19日 広島 広島クラブクアトロ
  - 10月20日 名古屋 愛知県勤労会館
  - 10月22日・23日 東京 渋谷公会堂
    - 23日は追加公演